# Шкурнова Ольга Дмитрівна
О́льга Дми́тріївна Шкурно́ва (до шлюбу Поздняко́ва; нар. 23 березня 1962, Куйбишев, РРФСР, СРСР) — радянська волейболістка, гравчиня збірної СРСР (1982—1989). Олімпійська чемпіонка 1988. Заслужений майстер спорту СРСР (1988). Тренерка.
Одна з найкращих волейболісток Одеси ХХ століття.

## Життєпис
Народилася і почала займатися волейболом у Куйбишеві (нині — Самара). Перший тренер — Людмила Борисівна Еске.
Виступала за команди: 1977—1980 рр. — «Буревісник» (Ленінград), 1980—1990 рр. — МедІн (Одеса), тренер Юрій Курильський. У складі МедІну: срібна призерка чемпіонату СРСР 1983, бронзова призерка союзних першостей 1982 і 1984, володарка Кубка СРСР 1981 і 1983, переможниця розіграшу Кубка володарів кубків ЄКВ 1983. У складі збірної Української РСР стала бронзовою призеркою Спартакіади народів СРСР 1983.
У збірній СРСР в офіційних змаганнях виступала в 1982—1984 і в 1988 роках. В її складі:
- олімпійська чемпіонка 1988[2];
- срібна призерка чемпіонату Європи 1983;
- срібна призерка змагань «Дружба-84»;
- учасниця чемпіонату світу 1986.

У грудні 1989 у складі збірної СРСР брала участь у Гала-матчах ФІВБ, в яких радянський команді протистояла збірна світу «Усі зірки».
У складі молодіжної збірної СРСР брала участь у чемпіонаті світу 1981.
1990—2001 рр. виступала в європейських клубах. Грала в командах: 1990—1992 рр. — «Црвена Звезда» (Белград, Югославія), 1992—1993 рр. — «Пост» (Відень, Австрія), 1993—1998 рр. — БТВ (Люцерн, Швейцарія), 1998—2001 рр. — «Цайлер» (Кьоніц, Швейцарія). Чемпіонка Югославії 1992. Чемпіонка Швейцарії 1997, 1998, 2000 і 2001.
З 2001 року працює тренеркою у Швейцарії. 2004—2007 рр. очолювала команду «Біль». 2005—2008 рр. тренувала жіночу юніорську збірну Швейцарії.